# Mária Vadászné
Mária Vadászné, född som Józsefné Vadász den 1 januari 1950 i Környe i Ungern, död 18 augusti 2009 i Budapest i Ungern, var en ungersk handbollsspelare.

## Klubblagskarriärer
År 1966 började hon spela handboll för Környei Medosz. 1968 bytte hon klubb till Vasas SC, där hon spelade i 16 år. År 1984 spelade hon för EMG SK där hon avslutade karriären. Hon blev ungersk mästare elva gånger.

## Landslagskarriär
Mária Vadászné vann två VM-brons vid Världsmästerskapet i handboll för damer 1975 och 1978 och en silvermedalj vid VM 1982. Hon tog OS-brons i damernas turnering i samband med de olympiska handbollstävlingarna 1976 i Montréal. I OS i Moskva 1980 kom Ungern fyra i turneringen. Hon spelade 230 landskamper för Ungern 1970 till 1983.

## Meriter i klubblag
- Magyar bajnokság (Ungerska ligan)
  - : 1972, 1973, 1974, 1975, 1976, 1977, 1978, 1979, 1980, 1982, 1984
- Magyar Kupa (Ungerska cupen)
  - : 1971, 1974, 1976, 1978, 1979, 1980, 1982
- EHF Champions League
  -  1982
  -  1978 och 1979

## Individuella utmärkelser
- Årets ungerska handbollsspelare 1978
- Uttagen i världslaget 1978